# Teharski plemiči (opera)
Teharski plemiči so opera v treh dejanjih Benjamina Ipavca. Krstna predstava je bila 10. decembra 1892 v Ljubljani, pet mesecev po odprtju novega gledališča. Krstni predstavi je sledilo še pet ponovitev. Libreto je spisal Anton Funtek, in sicer po tedaj silno priljubljeni Žavčaninovi zgodbi o Mlinarjevem Janezu. Libretist je zgodbo močno skrajšal, in sicer vse do Janezovega odhoda v širni svet. Tako se vse delo dogodi na naših tleh, fabulo je dramatiziral, glavno osebo je preimenoval v Ivana, ustvaril je več množičnih prizorov, ki dajejo delu gledališke poteze in naredil podlago za nacionalno opero. Tako predelana zgodba v verzih je izšla pod naslovom Teharski plemiči (s podnaslovom spevoigra v treh dejanjih) v petinpetdesetem zvezku Slovenske Talije leta 1890. Založnik in izdajatelj je bilo Dramatično društvo iz Ljubljane. 
Na premieri je glavno vlogo, vlogo grofa Urha interpretiral takrat že uveljavljeni baritonist, Slovenec Josip Nolli, ki je pred tem pel že na vseh pomembnih evropskih odrih. V ostalih vlogah pa so peli Slovenci, Čehi in Poljaki, kar je ostalo v navadi vse do prve svetovne vojne. 
Uspeh pri občinstvu je bil velik, kritika pa je imela kar nekaj pripomb. Tako je anonimni kritik v Ljubljanskem zvonu zapisal: "Popolna novost za slovenski oder je bilo delo doktorja Benjamina Ipavca Teharski plemiči, ki se je obakrat igralo jako uspešno. Mimogrede pa bodi omenjeno, da nikakor ni liriška opera, kakor jo je naznanil gledališki list, nego zgolj narodna spevoigra..."
Vzrok za takšno oceno je bilo dejstvo, da se nova opera predvsem po vsebinski pa tudi glasbeni plati ni mogla primerjati s takrat priljubljeni svetovnimi deli, ki so jih imeli ljudje, kot je bilo omenjeno, priložnost videti in poslušati v Ljubljani že pred tem. Vzrok je bržkone tudi govorjeni dialog med glasbenimi točkami ter morda navadna zavist. Kljub temu pa naša glasbena zgodovina omenjeno delo še dandanes imenuje prva slovenska lirična opera. Poglavitni razlog, da je opera hitro izginila z gledaliških desk, gre iskati nikjer drugje kot v opernem besedilu, ki je bil ocenjen negativno, saj je skladatelja močno utesnjeval in ob preskromni snovi ni mogel razviti širše muzikalne zamisli. 
Teharski plemiči niso komponirani v celoti, ampak vsebujejo med posameznimi glasbenimi točkami še govorjeni dialog. Skladatelj se je bil k njemu prisiljen zateči, saj mu je Funtek spesnil izjemno dolg tekst. Moč Ipavčeve glasbe je v melodiji, ki je ljudsko sveža in domiselna, kar se še posebej čuti v posameznih spevih in duetih. Ipavec kot tedaj že izkušen zborovski skladatelj tudi tu ni mogel iz svoje kože, kar se kaže v vrsti krepkih zborov, ki jih v libretu ni malo in poživljajo dogajanje.

## Osebe
- Ivan - tenor
- Marjetica, njegova zaročenka - sopran
- Jerica, njena družica - mezzosopran
- Valentin, Ivanov prijatelj - bariton
- Pengar, Marjetičin oče in teharski župan - bas
- romar, grofov podanik
- glasnik

## Vsebina
Zgodba se dogaja v petnajstem stoletju na Teharjah in bližnji okolici.

### Prvo dejanje
Pred hišo teharskega župana Pengarja; v ospredje stopita bodoča mladoporočenca Marjetica in Ivan. Uvodni moški zbor “Slovesen spev skoz vas doni”, ki časte slovenska dekleta, nas pripelje do Pengarjeve arije “K tebi, Bog, v višine svete”, v kateri zaljubljencema daje svoj blagoslov in jima kliče na lepo prihodnost. 
Dogajanje nadaljujeta izmenično mešani in ženski zbor vse do nastopa romarja, ki zmoti potek slavja in prosi za prenočišče. Župan ga prijazno sprejme in pogosti. Ko sede na stol, se mu pomotoma odpne halja, pod katero skriva dolg nož in kljub temu, da ga hitro skrije, ga Valentin ne spusti več spred oči.
Medtem začno Marjetico obhajati zle slutnje, ki jih pri njej povzroča prišlek s svojim hladnim pogledom. Ivan jo pomiri in skupno zapojeta v ljubezenski dvospev  “Živo se v duši meni budi spomin krasan”. Po obredu duhovnika si mladoporočenca padeta v objem. 
Sledi Valentinovo razkritje pravega romarjevega namena in ta jim prizna, da je njegov gospodar sam celjski grof. Na prizorišču nastane nemir, ko jim pod grožnjo z nožem izda peklenski Celjanov načrt z besedami: 
“Poslan po svojem sem gospodi,
da romar prenočim pri vas,
in zvem, kje spi nevesta mlada.”
Dekleta so prestrašena, Ivan pa priseže, da bo branil dekleta in njihovo čast, pritrdi mu tudi moški zbor, ki ima v libretu sorazmerno močno vlogo. Sledi glavna tenorski ariji prvega dejanja:
“Tako se torej nam godi,
nobeden dom že varen ni.
Celjan veli, in hlapcev četa
prihruje v hišo - tolpa kleta -
In jemlje, kar v roko dobi.
Dokdaj tako, to vprašam vas,
Grof bode še sramotil nas,
dokdaj odvajal nam dekleta?«
Pengar prekolne grofa, prvo dejanje pa se konča z moškim zborom “Za dom, za čast”, v katerem Teharčani napovejo maščevanje Urhu.

### Drugo dejanje
Uvaja ga prizor in Ivanova romanca “Zemljo noč pokriva”, v kateri ga obhajajo zle slutnje, ko stoji na straži pod Marjetičnim oknom. Sledi dvospev Ivana in njegovega prijatelja Valentina, v ozadju pa odmeva žalostni pogovor Marjetice in njene družice Jerice “Sveta Deva, zri nizdol”. 
Ko ura odbije točno polnoč, se natanko po načrtu v daljavi zasliši grofova pesem. Ivan z možmi čaka pripravljen v zasedi in ko Urh odpoje podoknico Marjetici “Tebi le se glasi”, ga zgrabijo. Podoknica pa je zaradi svoje preproste in sveže melodije takoj postala hit, kasneje je doživela kar nekaj priredb.
»Tebi le se glasi,
spev ljubeči moj!
Ti najlepša v vasi,
slušaj me nocoj!
Daj da te objamem,
od ljubezni vnet.
Daj da s sabo vzamem
rožo vseh deklet.
Rožo to gojiti
hočem zvest vrtnar.
Ljubec veren biti
hočem ti vsekdar.
Tihi dom odkleni
brez strahu tedaj
in zaupno meni
pridi v naročaj!
Nikdo te ne vidi,
če odpreš mi dom.
Pridi torej pridi,
da tvoj ženin bom!
Noč že zemljo krije,
a ljubezni žar
nama naj zasije
v noči za vsekdar.«
Ker se grof upira in grozi z maščevanjem, ga Ivan in tovariši nameravajo zapreti v klet. To bi plemenitemu Celjanu skazilo ugled, zato jim predlaga, da bo vse pogumne Teharčane v zameno za njegov izpust nagradil z zlatom. Ivan ga zavrne. Zato se grof odloči, da jim prizna premoč in jim obljubi, da bo na dan svete Ane vse povzdignil v plemski stan. Predlog je iskren, dosežena je zmaga, zato Urha izpuste in dejanje se konča z mešanim zborom, ki poveličuje poštenje slovenskega rodu.

### Tretje dejanje
Pod mogočno vaško lipo nam uvodni zbor “Zvonove čuj ubrane” predstavi jutranjo pokrajino pred svečanim dnevom. Iz pogovora med Valentinom in Ivanom izvemo, da bode slednji izvoljen za vodjo fantovskega roja. Pred grofovim prihodom Ivan pomiri še vedno preplašeno Marjetico in ji v kvartetu “Zabi, kar prebila” skupaj še z Pengarjem in Jerico zagotovi popolno varnost. Prizor zbora “Kolo pleše četa naša” napoveduje začetek slovesnosti. Rog oznani grofov prihod, glasnik pa novico, da je Ivan po Urhovem ukazu izbran za vodjo roja. Ivana oblečejo v viteški oklep, Celjan pa njega in ostale junake Teharij povzdigne v plemski stan. Sledi Ivanova napitnica domovini. 
Sklepni prizor opere pa je namenjen lepši in svetlejši prihodnosti vsega našega rodu:
“Na večne, večne čase,
Bog živi ta naš svet,
da širi se in rase
sedaj in poznih let.”